# 75 mm armata przeciwlotnicza wz. 26
75 mm armata przeciwlotnicza wz. 26 – polska prototypowa armata przeciwlotnicza z okresu międzywojennego, powstała z wykorzystaniem lufy francuskiej armaty polowej mle 1897.

## Historia
Po odzyskaniu przez Polskę niepodległości uzbrojenie przeciwlotnicze tworzącego się Wojska Polskiego było bardzo ubogie. Posiadano kilka francuskich armat przeciwlotniczych kal. 75 mm, niemiecką armatę wz. 17 oraz trzy austro-węgierskie armaty wz. 5/8. Zakup odpowiednich dział za granicą przekraczał możliwości finansowe państwa.
Wobec tego na początku lat 20. XX wieku polskie dowództwo zadecydowało o zaadaptowaniu do celów przeciwlotniczych zdobycznych rosyjskich armat polowych wz. 1900 oraz wz. 1902. W tym celu postanowiono opracować odpowiedni pomost do strzelań przeciwlotniczych, przyrządy oraz tabele. Wyposażanie armat wz. 1902 w pomosty rozpoczęto w roku 1924 w Zbrojowni nr 2 w Warszawie. Ogółem powstało około 80 takich dział, trafiły one m.in. do 1 Pułku Artylerii Przeciwlotniczej.
W roku 1925 Komitet dla Spraw Uzbrojenia polecił zakupić nowe, francuskie armaty przeciwlotnicze kal. 105 mm oraz kal. 75 mm. Jednakże napotkano duże trudności w zakupie  odpowiednich armat za granicą. Wobec tego w roku 1926 szef Departamentu Uzbrojenia Kazimierz Kieszniewski zaproponował krajową produkcję dział własnej konstrukcji. Nowe działo przeciwlotnicze miało posiadać lufę kal. 75 mm, pochodzącą z francuskiej armaty mle 1897 ze specjalnie opracowanym oporopowrotnikiem, który hamowałby odrzut, zwiększając przy tym prędkość początkową wystrzeliwanych pocisków do 700 m/s, a także zapewniałby podwyższenie pułapu ognia do 7000 m. Padła też propozycja opracowania nowej lufy kal. 75 mm z zamkiem automatycznym lub półautomatycznym, jednak ze względów oszczędnościowych do realizacji przyjęto pierwszą propozycję.
10 grudnia 1926 roku Departament Uzbrojenia Ministerstwa Spraw Wojskowych założył zamówienie na budowę próbnego działa przeciwlotniczego „Starachowice-Kolberg”, na ten cel przeznaczono 100 tys. złotych. Konstrukcję łoża opracował Wydział Konstrukcyjny Towarzystwa Starachowickich Zakładów Górniczych S.A. pod przywództwem inż. Jeana Marchandreau. Natomiast przyrządy celownicze opracowano w Fabryce Aparatów Optycznych H. Kolberg S.A. w Warszawie.
Zgodnie z wytycznymi projektowana armata przeciwlotnicza miała mieć następujące parametry:
- kąt ostrzału poziomego – 360°,
- maksymalny kąt podniesienia – 85°,
- strzelanie w płaszczyźnie poziomej dopuszczalnej w wycinku do 60°, zaś w innych wycinkach strzelania dopuszczalne tylko przy kątach podniesienia powyżej 15°,
- możliwość natychmiastowego strzelania w razie niespodziewanego ataku przeciwnika.

Ukończony prototyp zademonstrowano komisji w roku 1927. Ta stwierdziła, że opracowane działo ma sporo niedociągnięć. Uznano, że zbudowany prototyp nie nadaje się do strzelania, ani do celów powietrznych, ani do naziemnych i ostatecznie go zdyskwalifikowano. Zaproponowano powrócenie do projektu armaty z nową lufą, jednak plany te odłożono w związku rozpoczęciem w roku 1931 pertraktacji z firmą Driggs Ordnance & Engineering Company na zakup licencji do produkcji dział przeciwlotniczych kalibru 76,2 mm.
Zerwanie w roku 1933 przez Amerykanów negocjacji spowodowało, że powrócono do projektu własnego działa przeciwlotniczego kal. 75 mm tworząc armatę przeciwlotniczą wz. 36.

## Konstrukcja
Armata przeciwlotnicza wz. 26 składała się z działa oraz przodka. Podczas przemarszów działo zaczepione było tylnymi ogonami o hak pociągowy przodka, zaś lufa działa skierowana była odwrócona o 180° w stosunku do jej bojowego położenia. Transport armaty wz. 26 odbywał się za pomocą zaprzęgu złożonego z trzech par koni.
Działo składało się z ośmiu zasadniczych elementów: lufy i oporopowrotnika, łoża obrotowego, wieżyczki (cokołu), platformy, ogonów podporowych, zaczepu łoża oraz kół.
Armata przeciwlotnicza wz. 26 miała lufę pochodzącą z francuskiej armaty polowej mle 1897. Aby polepszyć parametry działa zastosowano jednak zmodyfikowany oporopowrotnik.
Lufa wraz z oporopowrotnikiem osadzona była w obrotowym łożu wykonanym ze stali odlewanej. W łożu zostały umieszczone mechanizmy: podniesieniowy oraz kierunkowy, a także przyrządy celownicze. Mechanizm podniesieniowy pozwalał na regulację nachylenia kąta lufy od -9° 40’ do +85°. Natomiast mechanizm kierunkowy umożliwiał obrót łoża wokół swej osi o pełne 360°. Przyrządy celownicze składały się z lunet o powiększeniu sześciokrotnym umieszczonych po obu stronach łoża. Lewy celownik przeznaczony był do prowadzenia strzelania, zaś prawy do naprowadzania działa w pożądanym kierunku. Na czas marszu lunety demontowano i przewożono w odpowiednio wyścielanej skrzyni na przodku. Ponadto do łoża przymocowane były dwa siedziska dla celowniczych działa. Były one przytwierdzone w taki sposób, że podczas obrotu łoża, siedziska wykonywały taki sam ruch.
Platforma działa wykonana była z blachy stalowej z przegubami ogonów podporowych na czterech rogach. Do platformy przymocowana była wieżyczka (cokół), na której z kolei umieszczano łoże z lufą. Tak więc cały ciężar, lufy, łoża i wieżyczki spoczywał na platformie. Do platformy przymocowane były dwa duże koła wykonane ze stali. Koła te były demontowane podczas przygotowywania działa do strzelania z platformy i ponownie instalowane do transportu
Armatę przeciwlotniczą wz. 26 można było zastosować do trzech sposobów strzelania: strzelanie z platformy (po umieszczeniu platformy na gruncie), strzelanie na kołach (tylko w przypadku samoobrony) oraz strzelanie na fundamencie stałym (wieżyczka z łożem oraz z lufą zdjęte z platformy i umieszczone na płycie wpuszczonej w fundament betonowy).
Podczas bezpośredniego strzelania przeciwlotniczego za naprowadzenie lufy działa na cel odpowiedzialni byli celowniczowie korzystający z lunet. Przy strzelaniu pośrednim wartości kątów podniesienia i kątów obrotu działa celowniczowie otrzymywali z zewnątrz. Możliwe było, także prowadzenie ognia do celów naziemnych. W takim przypadku celowanie odbywało się z pomocą lunet.